# 댄 스미스
댄 스미스(Dan Smith, 1986년 7월 14일 ~ )는 잉글랜드의 싱어송라이터로, 바스틸의 리드 보컬이다.